# París-Roubaix 1958
La París-Roubaix 1958 fou la 56a edició de la París-Roubaix. La cursa es disputà el 13 d'abril de 1958 i fou guanyada pel belga Leon van Daele, que s'imposà en un esprint multitudinari format per 23 ciclistes a la meta de Roubaix. El català Miquel Poblet i el belga Rik van Looy foren segon i tercer respectivament. L'èxit de Miquel Poblet, amb la segona posició final, no serà igualat fins al 2007, quan Joan Antoni Flecha torni a quedar segon.
76 ciclistes acabaren la cursa.

## Classificació final
|    | Ciclista            | Equip               | Temps      |
| -- | ------------------- | ------------------- | ---------- |
| 1  | Leon van Daele      | Faema               | 8h 04' 41" |
| 2  | Miquel Poblet       | Ignis-Doniselli     | m. t.      |
| 3  | Rik van Looy        | Faema               | m. t.      |
| 4  | Rik van Steenbergen | Elve-Peugeot-Marvan | m. t.      |
| 5  | Jean Forestier      | Essor-Leroux        | m. t.      |
| 6  | Alfred de Bruyne    | Carpano             | m. t.      |
| 7  | Marcel Janssens     | Elve-Peugeot-Marvan | m. t.      |
| 8  | Roger Hassenforder  | Saint-Raphael       | m. t.      |
| 9  | Raymond Impanis     | Elve-Peugeot-Marvan | m. t.      |
| 10 | Jan Zagers          | Libertas-Dr. Mann   | m. t.      |